# Saarloq
Saarloq es una localidad en la municipalidad de Kujalleq, al sur de Groenlandia, ubicado exactamente a 60°32′N 46°03′O / 60.533, -46.050, a unos 20 km de Qaqortoq. Tiene una población de 50 habitantes (al 2005).